# Campeonato Mundial de Natação em Piscina Curta de 2022 - 100 m peito feminino
A prova dos 100 metros nado peito feminino do Campeonato Mundial de Natação em Piscina Curta de 2022 foi disputada entre os dias 14 e 15 de dezembro de 2022, no Melbourne Sports and Aquatics Centre, em Melbourne, na Austrália.

## Recordes
Antes desta competição, os recordes mundiais e do campeonato nesta prova eram os seguintes:
|                       | Nome                         | Nacionalidade    | Tempo   | Local                | Data                                                           |
| --------------------- | ---------------------------- | ---------------- | ------- | -------------------- | -------------------------------------------------------------- |
| Recorde mundial       | Rūta Meilutytė Alia Atkinson | Lituânia Jamaica | 1:02.36 | Moscou Doha Chartres | 12 de outubro de 20136 de dezembro de 201426 de agosto de 2016 |
| Recorde do campeonato | Alia Atkinson                | Jamaica          | 1:02.36 | Doha                 | 6 de dezembro de 2014                                          |

## Medalhistas
| Ouro             | Prata              | Bronze            |
| Lilly King (USA) | Tes Schouten (NED) | Anna Elendt (GER) |

## Cronograma
Todos os horários são locais (UTC+11). 
| Data           | Hora  | Evento        |
| -------------- | ----- | ------------- |
| 14 de dezembro | 12:30 | Eliminatórias |
| 14 de dezembro | 20:45 | Semifinal     |
| 15 de dezembro | 20:37 | Final         |

## Resultados

### Eliminatórias
As eliminatórias ocorreram no dia 14 de dezembro com início às 12:30.
| Colocação | Bateria | Raia | Nadadora              | Nacionalidade          | Tempo   | Notas            |
| --------- | ------- | ---- | --------------------- | ---------------------- | ------- | ---------------- |
| 1         | 7       | 4    | Rūta Meilutytė        | Lituânia               | 1:03.81 | Q                |
| 2         | 5       | 6    | Lara van Niekerk      | África do Sul          | 1:03.93 | Q                |
| 3         | 5       | 4    | Lilly King            | Estados Unidos         | 1:03.94 | Q                |
| 4         | 6       | 4    | Tang Qianting         | China                  | 1:04.07 | Q                |
| 5         | 5       | 3    | Tes Schouten          | Países Baixos          | 1:04.22 | Q                |
| 6         | 5       | 5    | Anna Elendt           | Alemanha               | 1:04.53 | Q                |
| 7         | 6       | 2    | Mai Fukasawa          | Japão                  | 1:04.57 | Q                |
| 8         | 6       | 5    | Reona Aoki            | Japão                  | 1:04.58 | Q                |
| 9         | 7       | 5    | Sophie Hansson        | Suécia                 | 1:04.64 | Q                |
| 10        | 7       | 1    | Sydney Pickrem        | Canadá                 | 1:04.73 | Q                |
| 11        | 6       | 8    | Thea Blomsterberg     | Dinamarca              | 1:04.74 | Q                |
| 12        | 4       | 4    | Imogen Clark          | Reino Unido            | 1:05.05 | Q                |
| 13        | 6       | 3    | Benedetta Pilato      | Itália                 | 1:05.21 | Q                |
| 14        | 7       | 2    | Ida Hulkko            | Finlândia              | 1:05.25 | Q                |
| 15        | 5       | 2    | Charlotte Bonnet      | França                 | 1:05.28 | Q                |
| 15        | 7       | 7    | Yang Chang            | China                  | 1:05.28 | Q                |
| 17        | 6       | 7    | Jenna Strauch         | Austrália              | 1:05.30 |                  |
| 18        | 5       | 7    | Andrea Podmaníková    | Eslováquia             | 1:05.31 |                  |
| 19        | 7       | 8    | Florine Gaspard       | Bélgica                | 1:05.49 |                  |
| 20        | 6       | 6    | Annie Lazor           | Estados Unidos         | 1:05.51 |                  |
| 21        | 5       | 8    | Lisa Mamié            | Suíça                  | 1:05.56 |                  |
| 22        | 4       | 7    | Macarena Ceballos     | Argentina              | 1:05.62 |                  |
| 23        | 4       | 5    | Klara Thormalm        | Suécia                 | 1:05.85 |                  |
| 24        | 4       | 6    | Rachel Nicol          | Canadá                 | 1:05.91 |                  |
| 25        | 4       | 8    | Maria Romanjuk        | Estónia                | 1:06.26 |                  |
| 26        | 1       | 1    | Tara Vovk             | Eslovênia              | 1:06.29 |                  |
| 26        | 7       | 6    | Chelsea Hodges        | Austrália              | 1:06.29 |                  |
| 28        | 6       | 1    | Letitia Sim           | Singapura              | 1:06.49 |                  |
| 29        | 4       | 2    | Kristýna Horská       | Chéquia                | 1:06.57 |                  |
| 30        | 5       | 1    | Veera Kivirinta       | Finlândia              | 1:06.59 |                  |
| 31        | 3       | 5    | Moon Su-a             | Coreia do Sul          | 1:06.96 |                  |
| 32        | 4       | 3    | Lena Kreundl          | Áustria                | 1:07.15 |                  |
| 33        | 3       | 7    | Thanya Dela Cruz      | Filipinas              | 1:07.17 | Recorde nacional |
| 34        | 3       | 1    | Mary Connolly         | Ilhas Cook             | 1:07.66 | Recorde nacional |
| 35        | 3       | 4    | Stefanía Gómez        | Colômbia               | 1:08.71 |                  |
| 36        | 3       | 6    | Lam Hoi Kiu           | Hong Kong              | 1:09.04 |                  |
| 37        | 3       | 3    | Adelaida Pchelintseva | Cazaquistão            | 1:09.42 |                  |
| 38        | 1       | 7    | Chen Pui Lam          | Macau                  | 1:09.79 | Recorde nacional |
| 39        | 3       | 2    | Nàdia Tudó            | Andorra                | 1:11.31 |                  |
| 40        | 2       | 5    | Victoria Russell      | Bahamas                | 1:11.56 |                  |
| 41        | 2       | 1    | Jayla Pina            | Cabo Verde             | 1:12.72 |                  |
| 42        | 1       | 6    | Chahat Arora          | Índia                  | 1:13.13 | Recorde nacional |
| 43        | 2       | 7    | Asia Kent             | Gibraltar              | 1:13.80 |                  |
| 44        | 2       | 8    | Kelera Mudunasoko     | Fiji                   | 1:13.86 |                  |
| 45        | 2       | 6    | Marina Abu Shamaleh   | Palestina              | 1:13.92 |                  |
| 46        | 3       | 8    | Krista Jurado         | Guatemala              | 1:14.13 |                  |
| 47        | 2       | 2    | Lara Dashti           | Kuwait                 | 1:14.61 |                  |
| 48        | 2       | 3    | Emilie Grand'Pierre   | Haiti                  | 1:15.19 |                  |
| 49        | 1       | 4    | Maria Batallones      | Marianas Setentrionais | 1:18.08 |                  |
| 50        | 1       | 5    | Mariama Touré         | Guiné                  | 1:33.89 |                  |
| 51        | 1       | 2    | Batourou Touré        | Mali                   | 1:49.99 |                  |
| 52        | 1       | 3    | Salima Ahmadou        | Níger                  | 1:58.58 |                  |
| 53        | 2       | 4    | Ramudi Samarakoon     | Sri Lanka              | DNS     | DNS              |
| 53        | 4       | 1    | Silje Slyngstadli     | Noruega                | DNS     | DNS              |
| 53        | 7       | 3    | Kotryna Teterevkova   | Lituânia               | DNS     | DNS              |

### Semifinal
A semifinal ocorreu no dia 14 de dezembro com início às 20:45.
| Colocação | Bateria | Raia | Nadadora          | Nacionalidade  | Tempo   | Notas |
| --------- | ------- | ---- | ----------------- | -------------- | ------- | ----- |
| 1         | 2       | 5    | Lilly King        | Estados Unidos | 1:03.33 | Q     |
| 2         | 2       | 4    | Rūta Meilutytė    | Lituânia       | 1:03.40 | Q     |
| 3         | 1       | 6    | Reona Aoki        | Japão          | 1:04.13 | Q     |
| 4         | 2       | 3    | Tes Schouten      | Países Baixos  | 1:04.31 | Q     |
| 5         | 1       | 4    | Lara van Niekerk  | África do Sul  | 1:04.36 | Q     |
| 5         | 1       | 5    | Tang Qianting     | China          | 1:04.36 | Q     |
| 7         | 2       | 6    | Mai Fukasawa      | Japão          | 1:04.45 | Q     |
| 8         | 1       | 3    | Anna Elendt       | Alemanha       | 1:04.46 | Q     |
| 9         | 1       | 1    | Ida Hulkko        | Finlândia      | 1:04.85 |       |
| 10        | 2       | 2    | Sophie Hansson    | Suécia         | 1:04.88 |       |
| 11        | 1       | 8    | Yang Chang        | China          | 1:04.99 |       |
| 12        | 1       | 2    | Sydney Pickrem    | Canadá         | 1:05.08 |       |
| 13        | 2       | 7    | Thea Blomsterberg | Dinamarca      | 1:05.22 |       |
| 14        | 1       | 7    | Imogen Clark      | Reino Unido    | 1:05.40 |       |
| 15        | 2       | 1    | Benedetta Pilato  | Itália         | 1:05.46 |       |
| 16        | 2       | 8    | Charlotte Bonnet  | França         | 1:05.51 |       |

### Final
A final foi realizada no dia 15 de dezembro com início às 20:37.
| Colocação         | Raia | Nadadora         | Nacionalidade  | Tempo   | Notas            |
| ----------------- | ---- | ---------------- | -------------- | ------- | ---------------- |
| Medalha de ouro   | 4    | Lilly King       | Estados Unidos | 1:02.67 |                  |
| Medalha de prata  | 6    | Tes Schouten     | Países Baixos  | 1:03.90 | Recorde nacional |
| Medalha de bronze | 8    | Anna Elendt      | Alemanha       | 1:04.05 | Recorde nacional |
| 4                 | 7    | Tang Qianting    | China          | 1:04.06 |                  |
| 5                 | 2    | Lara van Niekerk | África do Sul  | 1:04.12 |                  |
| 6                 | 3    | Reona Aoki       | Japão          | 1:04.30 |                  |
| 7                 | 1    | Mai Fukasawa     | Japão          | 1:04.48 |                  |
| 8                 | 5    | Rūta Meilutytė   | Lituânia       | DSQ     | DSQ              |

Legenda
| Recorde mundial       | Recorde mundial (World record)               |                       | Recorde africano                      | Recorde africano (African) |                                           | Q | Classificado por posição (Qualified) |
| Recorde do campeonato | Recorde do campeonato (Championship record)  | Recorde da América    | Recorde da América (Americas)         | q                          | Classificado por melhor tempo (Qualified) |   |                                      |
| Melhor marca do ano   | Melhor marca do ano (World leading)          | Recorde asiático      | Recorde asiático (Asian)              | DNS                        | Não largou (Did not start)                |   |                                      |
| Recorde nacional      | Recorde nacional (National record)           | Recorde europeu       | Recorde europeu (European)            | DNF                        | Não terminou (Did not finish)             |   |                                      |
| Recorde pessoal       | Recorde pessoal do atleta (Personal best)    | Recorde da Oceania    | Recorde da Oceania (Oceania)          | DSQ / DQ                   | Desclassificado (Disqualified)            |   |                                      |
| Recorde da temporada  | Recorde da temporada do atleta (Season best) | Recorde sul-americano | Recorde sul-americano (South America) | NM                         | Sem marca (No mark)                       |   |                                      |